# Ковельська битва (1916)
Ковельська битва (1916) — контрнаступальна операція військ австро-угорської та німецької армій проти російської імператорської армії в районі Ковеля в ході Брусиловського прориву Південно-Західного фронту на Східному фронті за часів Першої світової війни.

## Історія
4 червня 1916 року розпочався Брусиливський наступ, найбільша битва російської армії в Першій світовій війні та одна з найкривавіших в історії людства. Після того, як чотири російські армії — 8-ма, 11-та, 7-ма і 9-та армії (594 000 осіб та 1 938 гармат) — прорвали добре укріплену позиційну оборону австро-угорського фронту (486 000 осіб і 1846 гармат) на Східному фронті ситуація кардинально змінилася на користь Російської імперії. Виходячи з обстановки, що склалася, Ставка визначила Південно-Західному фронту подальші завдання: силами 3-ї, Особливої та 8-ї армій розгромити угруповання противника, які обороняли Ковель, і взяти місто. 3-тя армія повинна була атакувати Ковель з півночі і сходу, взяти переправи через р. Стохід і потім просуватися в тил Пінській групі німецьких військ. Група Безобразова повинна була форсувати Стохід і охопити Ковель з півдня. 8-ма армія націлювалася на Володимир-Волинський. Одночасно продовжували наступ на захід інші російські армії: 11-та армія наступала на Броди і Львів; 7-ма армія — на Монастириську, 9-та армія, яка прорвалася далі всіх, повертала на північ, на Станіслав.
3 липня перейшов у наступ Західний фронт, а 4 липня відновив наступ Південно-Західний фронт, завдаючи головного удару силами 8-ї і 3-ї армій на Ковель. Німецький фронт був прорваний. На ковельському напрямку російські війська здобули Галузію, Маневичі, Городок та вийшли в нижній течії на р. Стохід, захопивши подекуди плацдарми на лівому березі, через що німцям довелося відступати і північніше, на Поліссі. Але повністю подолати Стохід на плечах ворога не вдалося. Підтягнувши свіжі війська, противник створив тут сильну оборону. Брусилов змушений був на два тижні зупинити наступ на Ковель, щоб підтягнути резерви і перегрупувати сили.
Загроза взяття росіянами Ковеля (найважливіший центр комунікацій) змусила Центральні держави терміново перекидати в Галичину дедалі більше резервів, знімаючи їх із Західного та Італійського фронтів.
Скориставшись заминкою в діях російських військ, 20 липня (2 серпня) ерцгерцог Карл почав контрнаступ силами 7-ї армії Пфланцера, укріпленої 3 (потім 4) німецькими дивізіями, щойно перекинутими з Франції. З німецьких дивізій (серед них дві відбірні єгерські) сформували Карпатський корпус під керівництвом генерала Конта. Лівий фланг російської армії (2 піхотні дивізії і 3-й кінний корпус) потіснили. Запеклі бої з більш ніж удвічі переважаючими силами противника тривали шість днів, але наступальний порив німецького Карпатського корпусу був зломлений. Генерал Лечицький зажадав підкріплень, оскільки йому доводилося наступати в Галичині й одночасно утримувати оборону в Буковині, маючи перед собою дві сильні армії противника. Ставка наказала 7-ій армії допомогти 9-ій, і генерал Щербачов направив Лечицькому 37-му дивізію та управління 18-го корпусу. Це зміцнило лівий фланг 9-ї армії і дало змогу генералу Лечицькому продовжити наступ.
Але в ході Ковельської битви проявилася безперспективність подальшого наступу на ковельському напрямку: найкращі сили російської армії гинули в болотах на річці Стохід. Однак Ставка знову наказала атакувати Ковель, наступати тими ж силами і тими ж засобами, хоча противник уже був готовий до атаки російських військ на цьому напрямку.
Бої на правому крилі Південно-Західного фронту швидко вилилися у виснажливе позиційне бойовище, в якому російські бригади і дивізії стрімко перемелювалися одна за одною. Група генерала Безобразова в боях біля річки Стохід зазнала колосальних втрат. В одноманітних лобових атаках на укріплені позиції німців і австрійців в дефіле між мочарами на берегах Стоходу Російська імператорська гвардія була знекровлена. Ускладнювалося положення відсутністю відповідної умовам сучасної війни бойової підготовки — гвардійці, не навчені тактиці сучасного бою, мужньо й нерозважливо йшли в атаку в повний зріст густими ланцюгами, не використовуючи складки місцевості як прикриття від ворожого вогню. Втрати, зрозуміло, були гігантськими. Зокрема, Кексгольмський лейб-гвардії полк уже в перший день боїв втратив понад половину рядових і унтерофіцерів і чотири п'ятих офіцерського складу. Загальні втрати гвардії в боях на Стоході становили близько 50 тисяч осіб — половину особового складу. Деякі гвардійські підрозділи, не витримавши жахливої напруги боїв, тікали з фронту.
Внаслідок битви Південно-Західний фронт остаточно втратив стратегічну ініціативу, а подальші спроби генерала Брусилова вести наступ на Ковель не дали результату.